# Karl-Gustav Sauberzweig

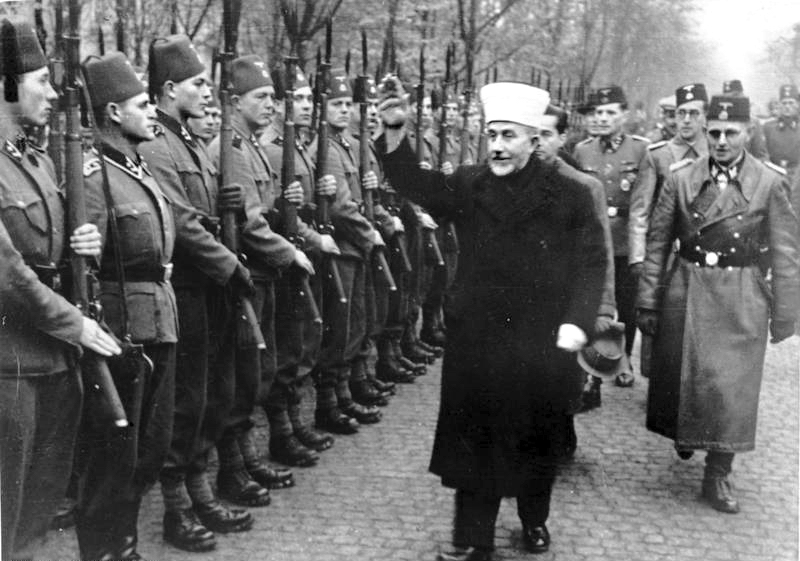
November 1943: Der Mufti von Jerusalem Amin al-Husseini grüßt bosnische Freiwillige. SS-Brigadeführer und Generalmajor der Waffen-SS Karl-Gustav Sauberzweig (rechts).

Karl-Gustav Sauberzweig (* 1. September 1899 in Wissek; † 20. Oktober 1946 im Lager Neuengamme) war ein deutscher SS-Gruppenführer und Generalleutnant der Waffen-SS.

## Leben
Sauberzweig nahm am Ersten Weltkrieg teil, verlor ein Auge und wurde mit dem Eisernen Kreuz II. und I. Klasse sowie dem Verwundetenabzeichen in Schwarz ausgezeichnet.
Nach Kriegsende folgte seine Übernahme in die Reichswehr, wo er ab 1. April 1925 den Dienstgrad als Oberleutnant bekleidete. Er diente in der 4. (MG)-Kompanie des 8. (Preußischen) Infanterie-Regiments.
Während des Zweiten Weltkriegs war Sauberzweig von April 1940 bis August 1941 Erster Generalstabsoffizier des XI. Armeekorps, anschließend bis Januar 1942 Kommandeur zunächst des Infanterieregiments 466 und dann des Infanterieregiments 306. Am 1. Februar 1942 wurde er zum Oberst befördert und in die Führerreserve versetzt. Von Mai bis November 1942 fungierte er dann als Kommandeur eines Infanterieergänzungsregiments und wurde am 1. Dezember 1942 zum Chef des Stabes der Inspektion des Bildungswesens beim OKH ernannt. Aus Verärgerung, keinen bedeutenderen Posten zu erhalten, trat Sauberzweig zum 1. August 1943 als SS-Oberführer zur Waffen-SS über (SS-Nummer 467.434). Unter Beförderung zum SS-Brigadeführer und Generalmajor der Waffen-SS zum 1. Oktober 1943 wurde er dort Kommandeur der 13. Waffen-Gebirgs-Division der SS „Handschar“ (kroatische Nr. 1), später war er Amtschef im SS-Führungshauptamt. Zum 21. Juni 1944 wurde er zum Gruppenführer befördert. Im August 1944 stellte er das XIII. SS-Armeekorps auf. Nach heftigen Auseinandersetzungen mit Heinrich Himmler im Herbst 1944 wurde er seines Postens enthoben. Im Januar 1945 trat Sauberzweig als Generalleutnant in das Heer der Wehrmacht zurück.
Als Sauberzweig in britischer Kriegsgefangenschaft im Lager Neuengamme die Auslieferung nach Jugoslawien drohte, beging er am 20. Oktober 1946 Suizid.

## Familie
Der deutsche Kulturpolitiker Dieter Sauberzweig war sein Sohn.